# Hemyock Castle
Hemyock Castle är ett slott i Storbritannien.   Det ligger i grevskapet Devon och riksdelen England, i den södra delen av landet, 230 km väster om huvudstaden London. Hemyock Castle ligger 141 meter över havet.
Terrängen runt Hemyock Castle är platt söderut, men norrut är den kuperad. Runt Hemyock Castle är det ganska tätbefolkat, med 160 invånare per kvadratkilometer. Närmaste större samhälle är Taunton, 14,5 km nordost om Hemyock Castle. Trakten runt Hemyock Castle består i huvudsak av gräsmarker.